# Brampton Lions
Les Lions de Brampton FC sont une équipe de football canadienne, fondée en 2002. Le club évolue en Ligue canadienne de soccer, le troisième niveau du soccer au Canada après la Major League Soccer et la Première division USL.

## Les logos du club

Metro Lions (2002-2004)
Brampton Lions (2008-)

## Palmarès
- Rogers Cup : 1 (2005)
- National Division : 1 (2006)
- Coupe du Canada : 1 finaliste (2003)

## Anciens Joueurs
- Darren Baxter
- Aaron Steele
- Marko Bedenikovic
- Shawn Faria
- Phil Ionadi
- Igor Prostan
- Sa Brahima Traore
- Daryl Gomez
- Hayden Fitzwilliams